# 大腿骨
大腿骨（だいたいこつ、独: Oberschenkelknochen、英: thigh bone）は、四肢動物の後肢において近位部を構成する長骨である。哺乳類の体では最も長く、体積があり、強靭な骨である。股から膝の間を構成する。
ラテン語では femur で、属格は femoris。ただし、古典ラテン語では属格は feminis である。

## ヒトの大腿骨
平均的な長さは43.2 cm。大腿骨は人体においても最長の骨といわれている。近位端、大腿骨体、遠位端で構成される。近位端は、大腿骨頭、大腿骨頚、大転子、小転子で構成される。丸い大腿骨頭は寛骨とともに股関節を形成する。大腿骨頭はなめらかだが、大腿骨頭窩というくぼみがあり、そこに着いた靭帯が寛骨臼につながっている。大腿骨頭の重要な機能の1つは、骨髄における赤血球の生産である。大腿骨頚は、大腿骨頭と大転子、小転子の間にある。大腿骨頚と骨体の角度は頚体角と呼ばれ、通常は約125度である。大転子と小転子には、股関節を動かす筋肉が着く。
大腿骨体の背面には粗線が走っており、表面を3つに分けている。粗線の上部である殿筋粗面には大殿筋が着き、粗線の下部には大腿二頭筋が着く。
遠位端には、内側顆と外側顆の2つの隆起があり、脛骨とともに膝関節を形成する。内側顆と外側顆の間の隙間は顆間窩と呼ばれる。内側顆と外側顆の上部には内側上顆と外側上顆があり、内側上顆の上には内転筋結節がある。

### 大腿骨と関節する骨
- 寛骨
- 脛骨
- 膝蓋骨

## 大腿骨と筋肉

### 大腿骨から起始する筋肉
- 大腿二頭筋（短頭）
- 腓腹筋（外側頭）
- 中間広筋
- 外側広筋
- 内側広筋

### 大腿骨に停止する筋肉
| - 半膜様筋（外側顆） - 大腰筋（小転子） - 腸腰筋（小転子） - 大殿筋（殿筋粗面） - 中殿筋（大転子） - 小殿筋（大転子） | - 大内転筋 - 短内転筋（粗線） - 長内転筋（粗線） - 恥骨筋（後面） - 薄筋（骨幹と顆部） | - 外閉鎖筋（転子窩） - 内閉鎖筋（大転子） - 大腿方形筋 - 梨状筋（大転子） - 上双子筋（大転子） - 下双子筋（大転子） |

## 画像

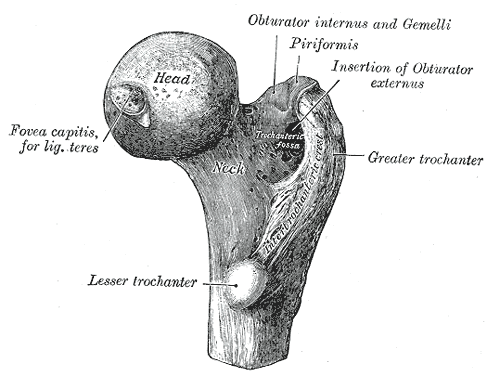
右大腿骨の近位端。背面上部から見たところ。図の左上が大腿骨頭、右上が大転子。
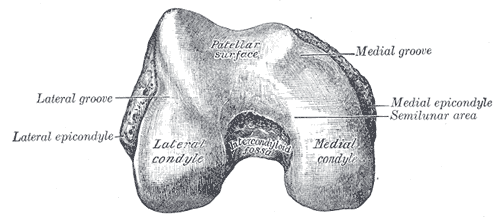
大腿骨の遠位端。真下（脛骨）から見たところ。図の上が膝蓋面、左下が外側顆、右下が内側顆。